# Wolfgang Nonn
Wolfgang Nonn   (Mülheim del Ruhr, 16 de febrer de 1935 - Mülheim del Ruhr, 26 d'agost de 1959) fou un jugador d'hoquei sobre herba alemany que va competir durant la dècada de 1950. Era germà del també jugador d'hoquei Helmut Nonn.
El 1956 va prendre part en els Jocs Olímpics d'Estiu de Melbourne, on guanyà la medalla de bronze en la competició d'hoquei sobre herba.
Entre 1956 i 1959 va disputar 21 partits internacionals. A nivell de clubs va jugar al Uhlenhorst Mülheim, amb qui guanyà la lliga alemanya del 1954, 1955, 1957 i 1958. Va morir el 1959 de les complicacions derivades d'una operació d'apendicitis.